# 日南薹草
日南薹草（学名：Carex nachiana）为莎草科薹草属的植物。分布在日本、台湾岛以及中国大陆的江苏、浙江等地，多生长在山坡林下，目前尚未由人工引种栽培。